# Olaf Tufte
Olaf Karl Tufte, norveški veslač, * 27. april 1976, Tønsberg.